# Kinga Królik
Kinga Królik (* 26. September 1999 in Pabianice) ist eine polnische Leichtathletin, die sich auf den Hindernislauf spezialisiert hat.

## Sportliche Laufbahn
Erste internationale Erfahrungen sammelte Kinga Królik bei den 2016 erstmals ausgetragenen Jugendeuropameisterschaften in Tiflis, bei denen sie mit 7:11,08 min im Vorlauf über 2000 m Hindernis ausschied. 2021 gewann sie bei den U23-Europameisterschaften in Tallinn in 9:52,59 min die Silbermedaille über 3000 m Hindernis hinter der Französin Flavie Renouard und im Jahr darauf schied sie bei den Weltmeisterschaften in Eugene mit 9:44,74 min in der Vorrunde aus. 2024 gelangte sie bei den Europameisterschaften in Rom mit 9:37,63 min auf Rang 13, ehe sie bei den Olympischen Sommerspielen in Paris mit 9:26,61 min im Vorlauf ausschied. 
2022 wurde Królik polnische Meisterin im 3000-Meter-Hindernislauf.

## Persönliche Bestleistungen
- 1500 Meter: 4:12,32 min, 4. Juni 2023 in Chorzów
  - 1500 Meter (Halle): 4:13,76 min, 22. Februar 2022 in Toruń
  - 3000 Meter (Halle): 9:04,75 min, 6. März 2022 in Toruń
- 2000 m Hindernis: 6:09,28 min, 23. Juni 2024 in Posen
- 3000 m Hindernis: 9:26,61 min, 4. August 2024 in Paris